# Małocin (Mazovie)
Pour les articles homonymes, voir Małocin.
Małocin (prononciation : [maˈwɔt͡ɕin]) est un village polonais de la gmina de Bieżuń dans le powiat de Żuromin de la voïvodie de Mazovie dans le centre-est de la Pologne.
Il se situe à environ 10 kilomètres au nord-est de Bieżuń (siège de la gmina), 10 kilomètres au sud-est de Żuromin (siège de powiat) et 111 kilomètres au nord-ouest de Varsovie (capitale de la Pologne).

## Histoire
De 1975 à 1998, le village appartenait administrativement à la voïvodie de Ciechanów.